# Султани (монета)
Султани, или алтун (тур. Sultani) — первая золотая монета Османской империи.

## История
Первая светская исламская золотая монета.
Начала чеканиться при султане Мехмеде ІІ Завоевателе после падения Константинополя в 1454 году, как один из символов закрепления конца Византийской империи. Чеканка султани продолжалась при его преемниках в Египте с 1520-х годов.
До завоевания Константинополя в 1453 г. османы не чеканили золотых монет. За образец для монеты были взяты масса и стандарт венецианского дуката, как приличествующий новому имперскому достоинству государства.
Вес монеты 3,43—3,51 г, проба — от 995-й до 800-й. На лицевой стороне знак султана (тугра) и дата, на оборотной — его титул.
Султани быстро стала популярной монетой, особенно, среди торговцев восточной части Средиземного моря. Подражания султани в XVIII—XIX веках чеканили в Алжире, Триполи (Ливия) и Тунисе.
Монета имела широкое хождение в XVI—XVII веках на территории современной Украины, куда её привозили запорожские казаки после набегов на Анатолию.
В русских литературных памятниках называлась «салтанея», во французских документах — «sultanin».

## Источник
- Султани // Энциклопедический словарь Брокгауза и Ефрона : в 86 т. (82 т. и 4 доп.). — СПб., 1890—1907.
- Алтун; Султани // Словарь нумизмата / [Авторы: Фенглер Х., Гироу Г., Унгер В.] / Пер. с нем. М. Г. Арсеньевой / Отв. ред. В. М. Потин. — 2-е изд., перераб. и доп.. — М.: Радио и связь, 1993. — ISBN 5-256-00317-8.